# Natrix helvetica
Natrix helvetica — вид змій родини полозових (Colubridae). Один із 5 видів роду. Європейський ендемік. Мешканець прибережних водно-болотних ландшафтів. Вид занесений до Бернської конвенції та інших природоохоронних документів. Описано 4 підвиди.

## Етимологія
Наукова назва виду походить від лат. helvetica = «швейцарка», посилання на країну походження типового зразка.
Назва іншими мовами: European Grass Snake (англ.; дослівно «вуж європейський»); Ringelnatter (нім.; дослівно «вуж трав'яний»); Couleuvre à collier (франц.; дослівно «вуж трав'яний»); Ringelnatter (італ.; дослівно «вуж ошийниковий»).

## Опис

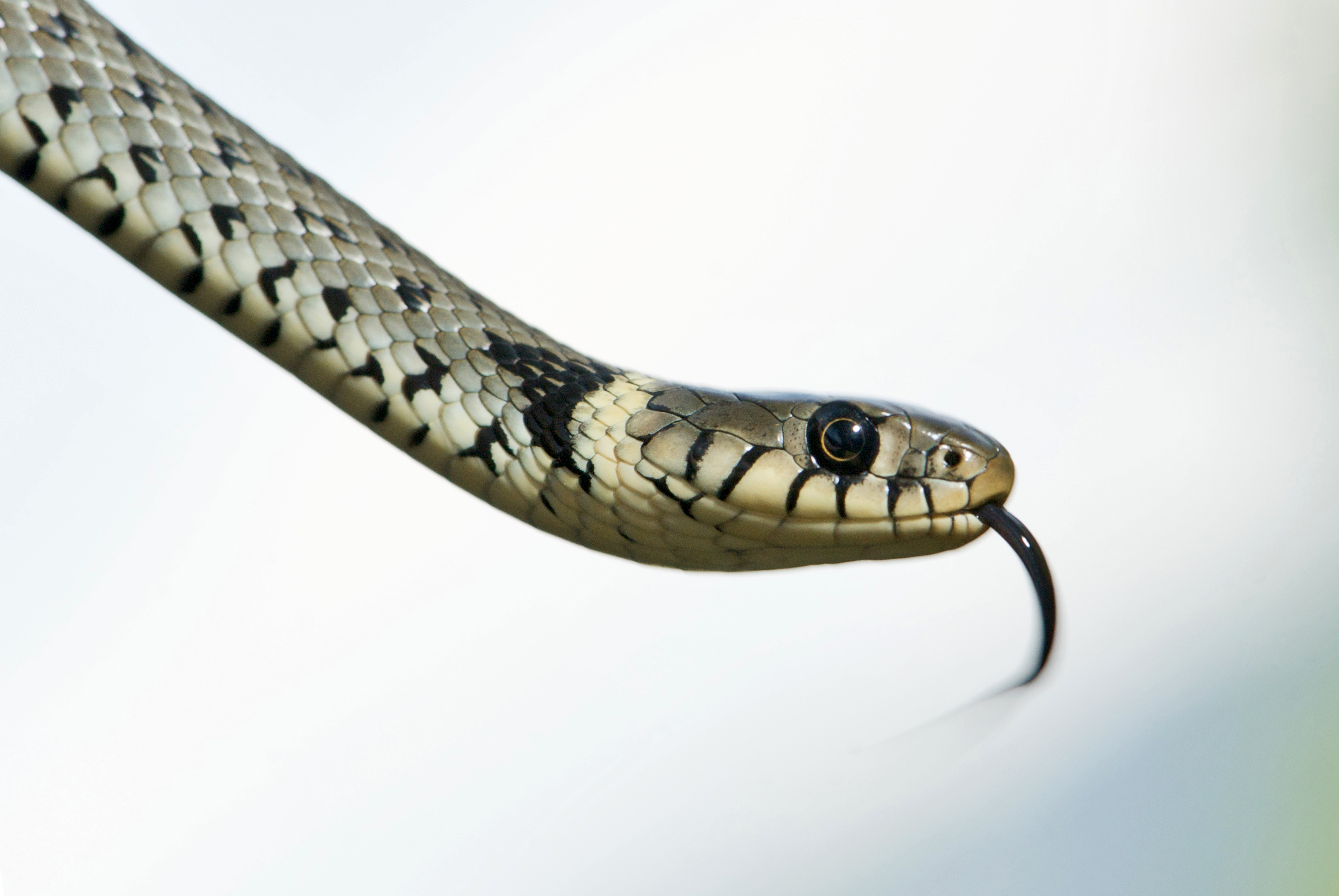

Змія середнього розміру, завдовжки до 200 см (звичайно до 160 см). Хвіст (L.cd.) відносно довгий, у 3—5 разів коротший за тулуб із головою (L); у самців хвіст значно довший, ніж у самок. Тулуб циліндричний. Шийний перехват добре виражений. Голова велика, сплощена, чітко відділена від тулуба. Очі великі, з круглими зіницями. Тулубні хребці з нижніми відростками. Череп з помітно розвиненими гребенями. Вільна частина верхньоскроневої кістки приблизно рівна половині цієї кістки. Верхньощелепних зубів 20—25, вони утворюють безперервний ряд, їх розмір поступово збільшується за напрямом у глибину пащі. Нижньощелепні зуби рівної довжини.

### Лускатий покрив
Тулуб вкритий рядами луски з різко вираженими реберцями; реберця відсутні або слабо виражені лише в ряду луски, який межує з черевними щитками. Луска з двома апікальними ямками. Навколо середини тулуба (Sq.) зазвичай 19 лусок. Черевних щитків 153—193, підхвостових — 50—89 пар. Анальний щиток розділений (А. 1/1). Луска хвоста зверху слаборебриста або гладенька. Підхвостові щитки розташовані в 2 ряди.
Голова вкрита великими симетричними щитками. Міжносові щитки більш-менш трикутної або трапецієподібної форми і звужуються попереду. Ніздрі не спрямовані вгору. Зазвичай 8 верхніх губних щитків, з них 4-й (іноді й 5-й) торкається ока. Зазвичай 2 або 3 передочні лусочки. 3—4 постокулярні лусочки.

### Забарвлення

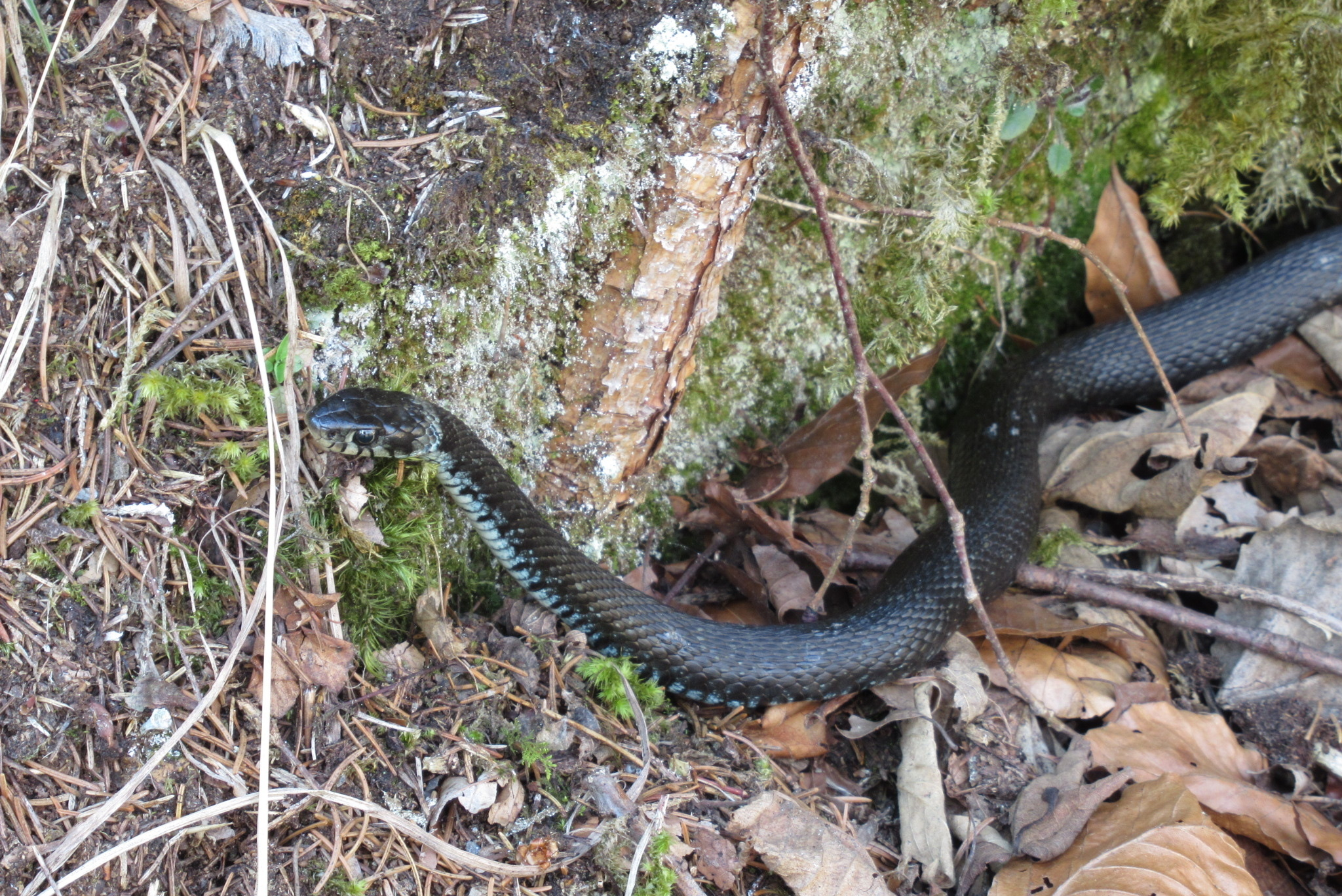
Natrix helvetica, меланіст

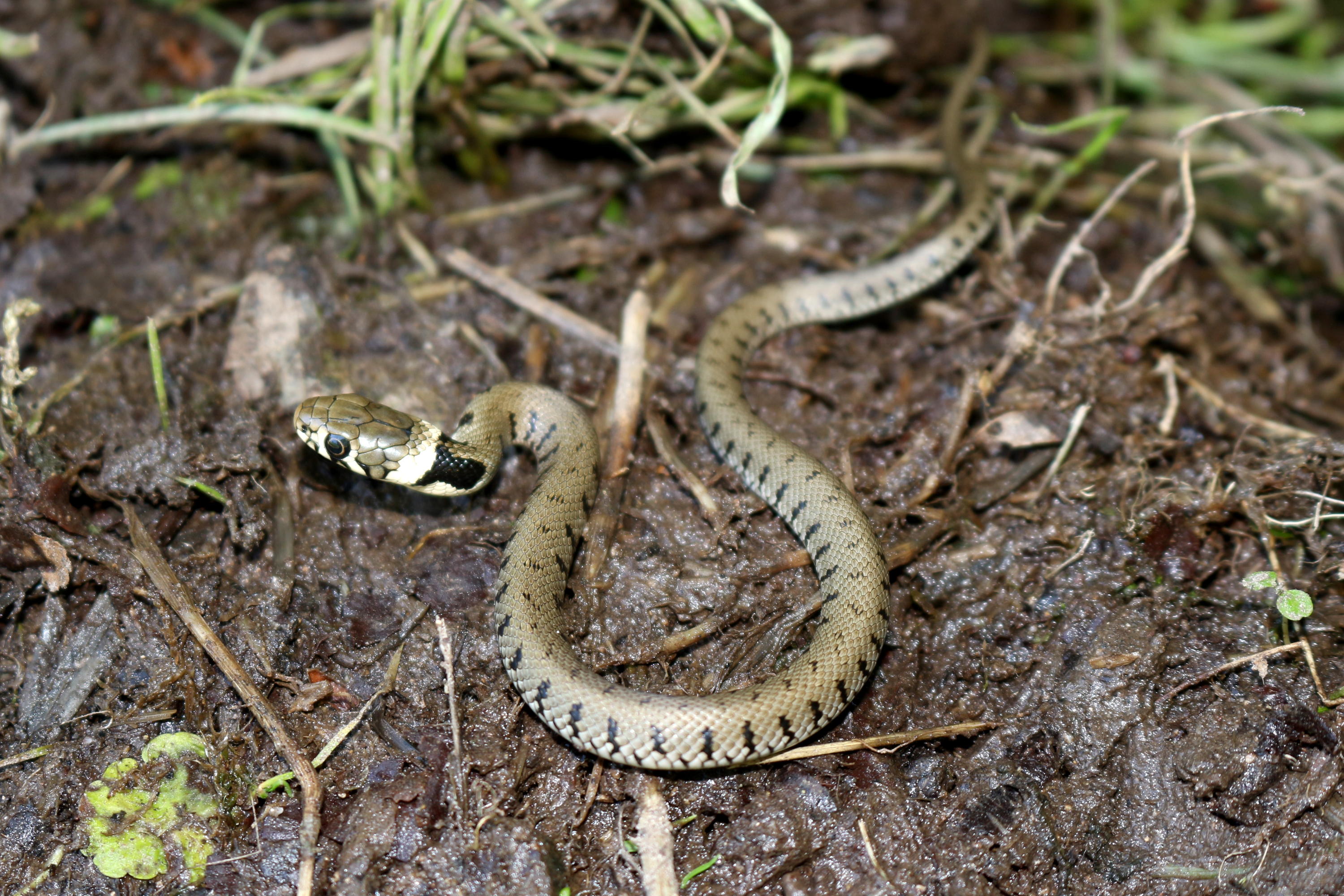
Молода особина Natrix helvetica

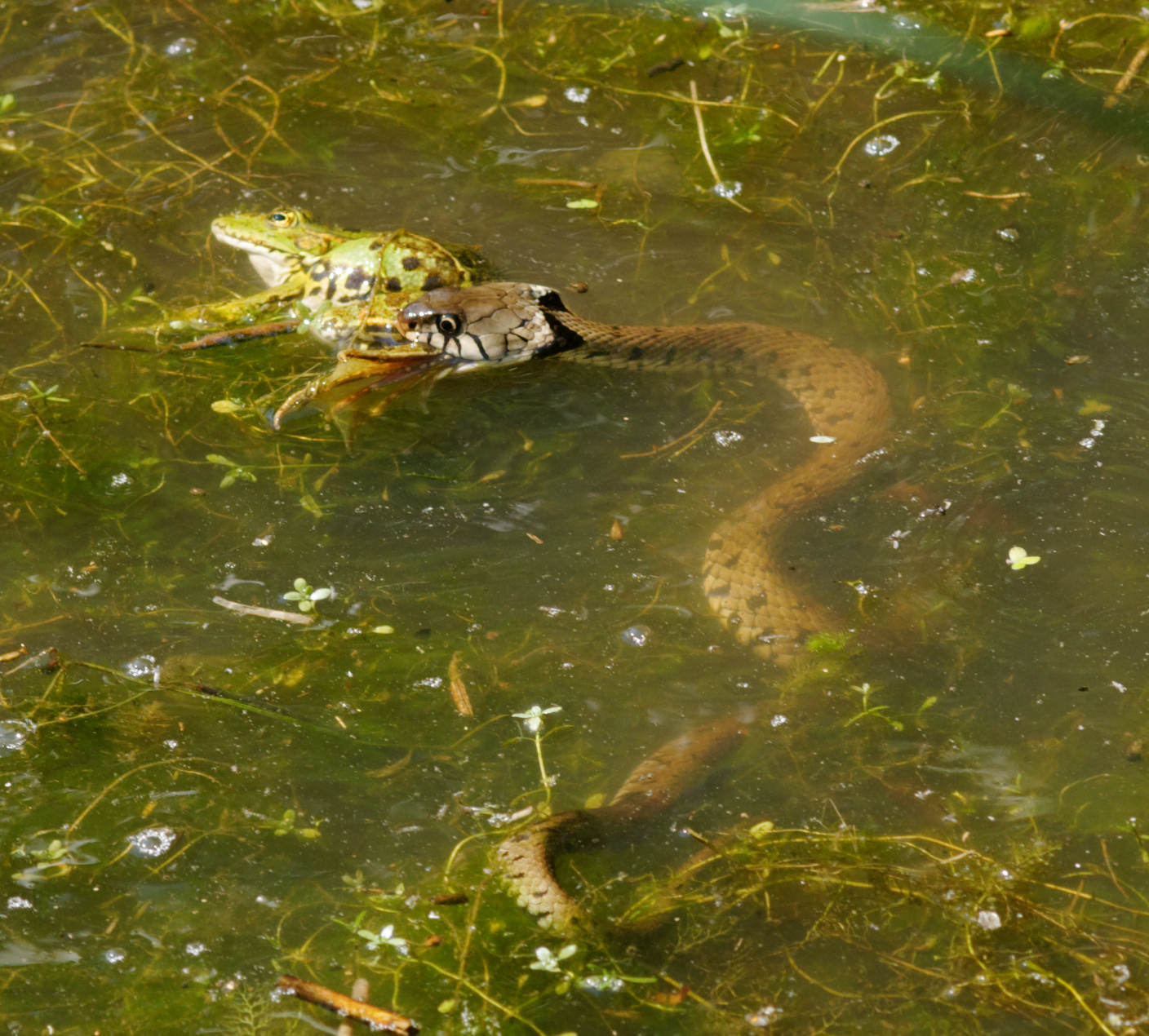
Natrix helvetica із жертвою

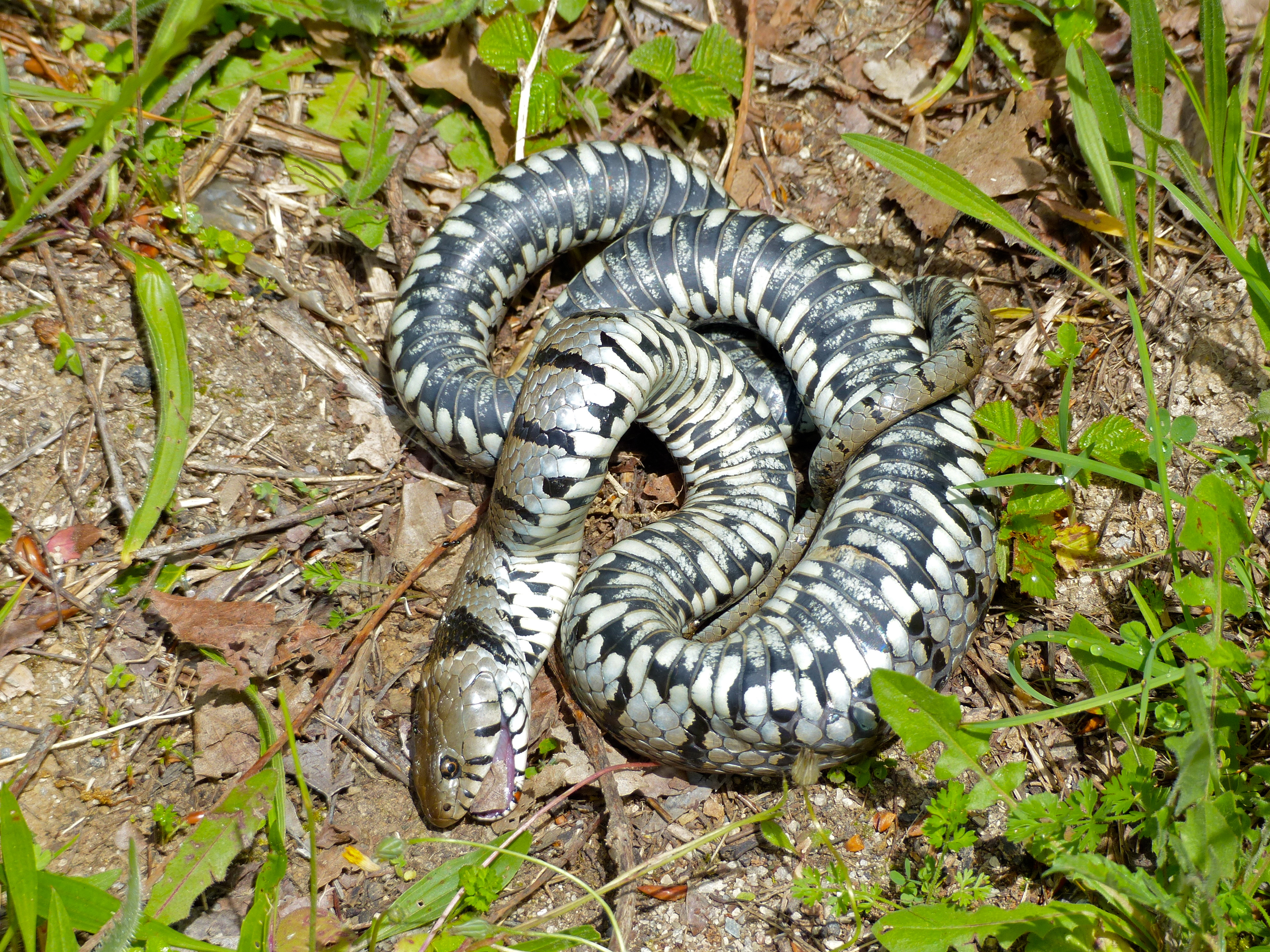
Natrix helvetica, імітація смерті

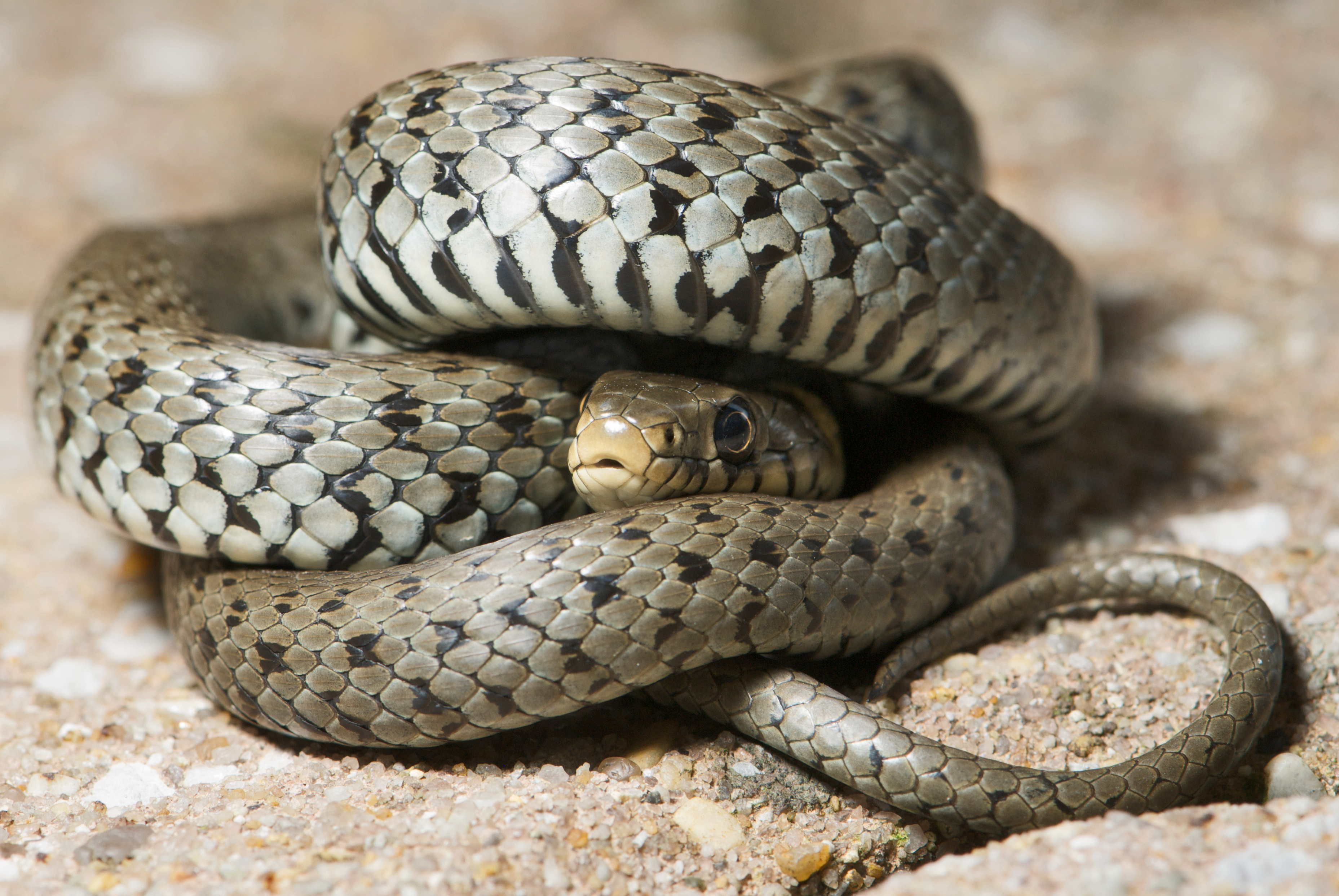
Natrix helvetica у захисній позі

Основний фон забарвлення дорослих вужів сірий, жовтувато-сірий або світло-коричневий. На спині часто присутні дрібні темні крапки. Уздовж боків розташовані поперечні витягнуті чорні плями (смужки). Нашийник кремовий або жовтий, за ним розташована V-подібна чорна пляма. Черево зазвичай біле або жовтувате з витягнутими поперек прямокутними або неправильної форми чорними плямами, які іноді зливаються між собою. Трапляються чорні або майже чорні особини (меланісти). Райдужна оболонка жовтувата.

## Поширення
Західноєвропейський вид, поширений від Великої Британії і Піренеїв на заході до Німеччини, Австрії, Словенії та Хорватіїна сході та Італії на півдні. Мешкає також на ряді середземноморських островів, зокрема на Корсиці, Сардинії та Сицилії.

## Місця проживання
Водно-болотний вид плазунів, більш-менш тісно пов'язаний із водою, мешкаючи по берегах річок, озер, ставків, затонів, боліт, в очеретяних заростях, на заплавних луках, чагарниках, рідколіссях і лісах, біля окремих джерел тощо. Весну проводить віддалік від води, переселяючись до водойм влітку й знову віддалюючись до місць зимівлі восени. У гори піднімається до висоти 2300 м н. р. м. Як сховища використовує пустоти між коренями, купи каміння і хмизу, нори різних риючих тварин. Не уникає близькості до людини, селячись у парках, садах, на городах, у льохах під домами, сараях, купах господарського сміття і стогах сіна.

## Особливості біології
Після зимівлі з'являється на початку березня — у середині квітня. На зимівлю уходить звичайно в листопаді. У теплі зими зимова сплячка може значно скорочуватись або носити переривчастий характер. Веде переважно денний спосіб життя, у літній період активний також у сутінках та вночі. Чудово плаває й пірнає, запливаючи у великих водоймах іноді на кілька кілометрів від берегів.
Вуж європейський належить до яйцекладних змій. У період парування в квітні — травні вужі збираються великими групами, утворюючи клубки, що складаються з 1—2 самиць і 5—10 самців. У липні — серпні самиці відкладають по 6—35 яєць у купах прілого листя або навозу, у гнилих пеньках, норах гризунів, тріщинах берегів, обривах та інших достатньо зволожених місцях. Самиці можуть здійснювати сезонні міграції на відстань до кількох кілометрів, щоб знайти відповідні місця для відкладання яєць. У найбільш сприятливих сховищах одночасно відкладають яйця по кілька самиць. Розмір яєць 12—23 × 23—25 мм. Інкубаційний період становить близько 60 діб. Молоді, завдовжки 110—135 мм, з'являються в кінці липня — на початку вересня.
Живиться переважно земноводними, поїдає також рибу, ящірок, дрібних ссавців, птахів та великих комах. Здобич завжди ковтає живцем. У випадку небезпеки відригує заковтнуту здобич і спасається втечею.

## Вороги
Одним із основних засобів захисту вужа від хижаків/людини є виділення екскрементів із стійким смердючим запахом. Рідко кусається, хоча може сплющувати і збільшувати голову та висувати щелепи назовні, у результаті чого  його голова приймає трикутний вигляд, як у гадюки. При цьому вуж гучно шипить і робить випади в бік нападника і навіть може вдарити його головою із закритим ротом. Якщо це не стримує агресора, вони часто удають смерть, розвернувши живіт догори та висунувши язик із рота.

## Охорона
Стан більшості природних популяцій виду в межах ареалу залишається більш-менш стабільним. Саме тому він, згідно Червоного списку МСОП, отримав охоронний статус «відносно благополучний вид». Але стан окремих субпопуляцій вужа європейського, особливо острівних (Корсіка, Сардинія), за останні десятиліття погіршився. Спостерігається значне зниження чисельності змій внаслідок меліорації водно-болотних угідь та деградації природного середовища, у Бельгії — також внаслідок швидкого розширення популяції диких кабанів. Вужі гинуть на дорогах, а також несправедливо переслідуються місцевим населенням і рекреантами. Тому вид занесений до Додатку III Бернської конвенції (охоронна категорія: вид потребує охорони) та Додатку IV Директиви Директиви Європейського Союзу 92/43/ЄС «Про збереження природних оселищ та видів природної фауни і флори». Крім того, вид захищений національним законодавством у деяких країнах ареалу.
Вид присутній на багатьох природоохоронних територіях по всьому ареалу. Будівництво коридорів під дорогами може допомогти значно знизити смертність на дорогах. Важливим заходом може стати відновлення водно-болотних угідь, що буде сприяти також збільшенню чисельності основних кормових об'єктів вужів — жаб.

## Систематика
Один із 5 видів роду вужів (Natrix). Раніше розглядався як підвид Natrix natrix helvetica.
Станом на 2024 рік описано 4 підвиди:
- Natrix helvetica helvetica (Великобританія, Нідерланди, Люксембург, Монако, Німеччина, Франція, Швейцарія, Словенія, Австрія, Ліхтенштейн, Бельгія, Італія);
- Natrix helvetica cetti (Італія, Сардинія).
- Natrix helvetica corsa (Франція, Корсика);
- Natrix helvetica sicula (Італія, в т. ч. Сицилія).

## Галерея

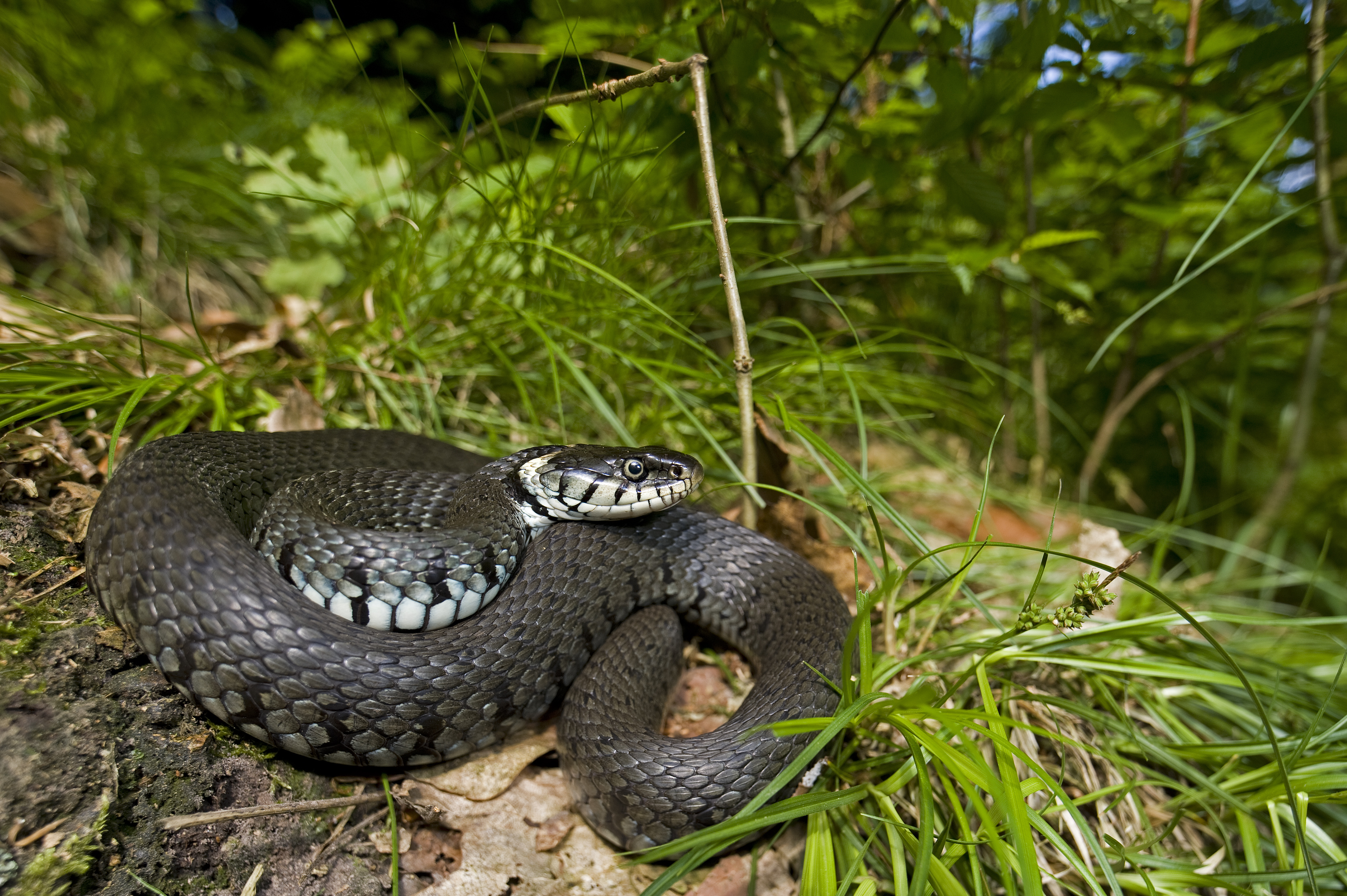
Natrix helvetica гріється на сонці
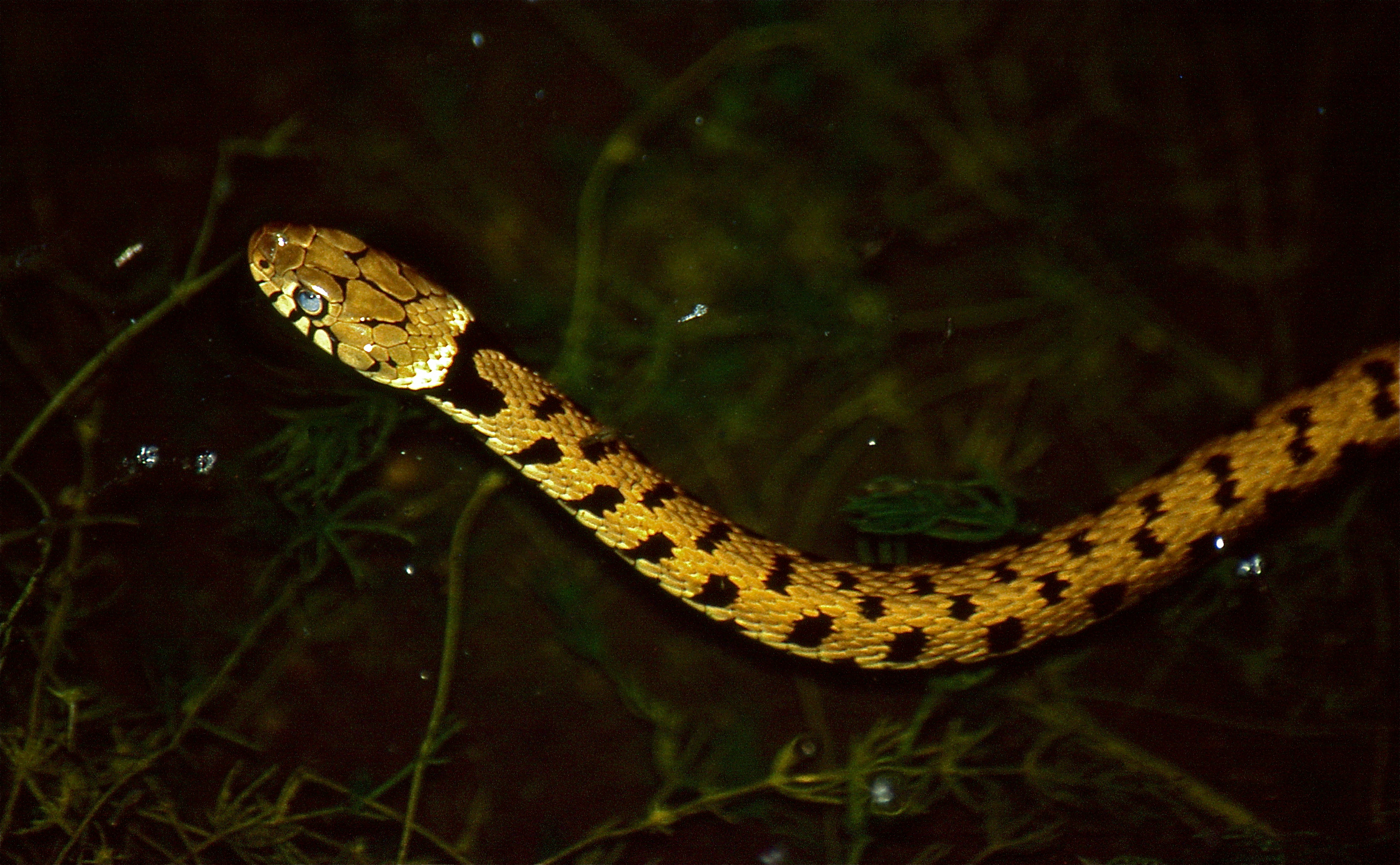
Natrix helvetica у стадії линяння
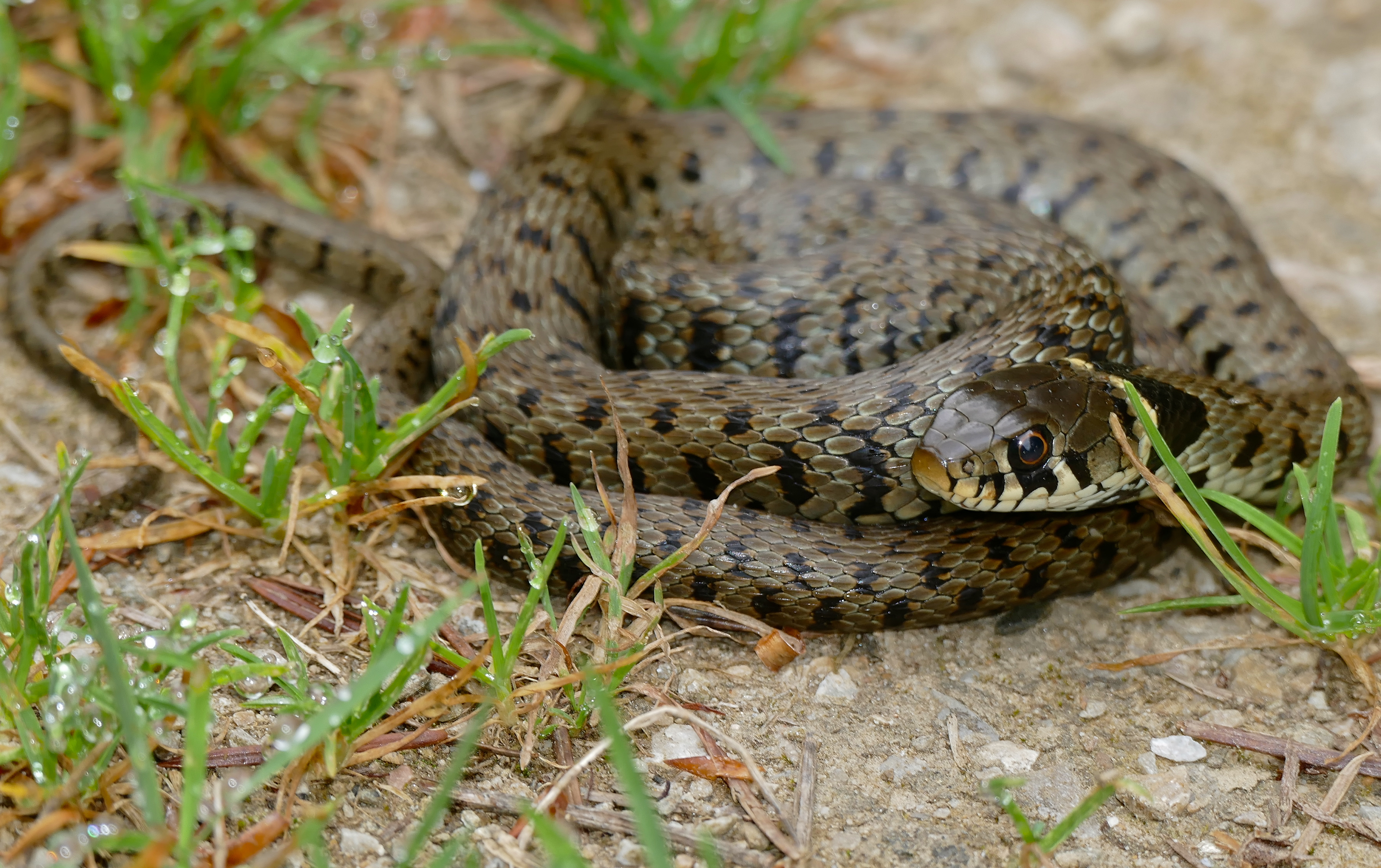
У Сагнебодському лісі, Тарн (Франція)
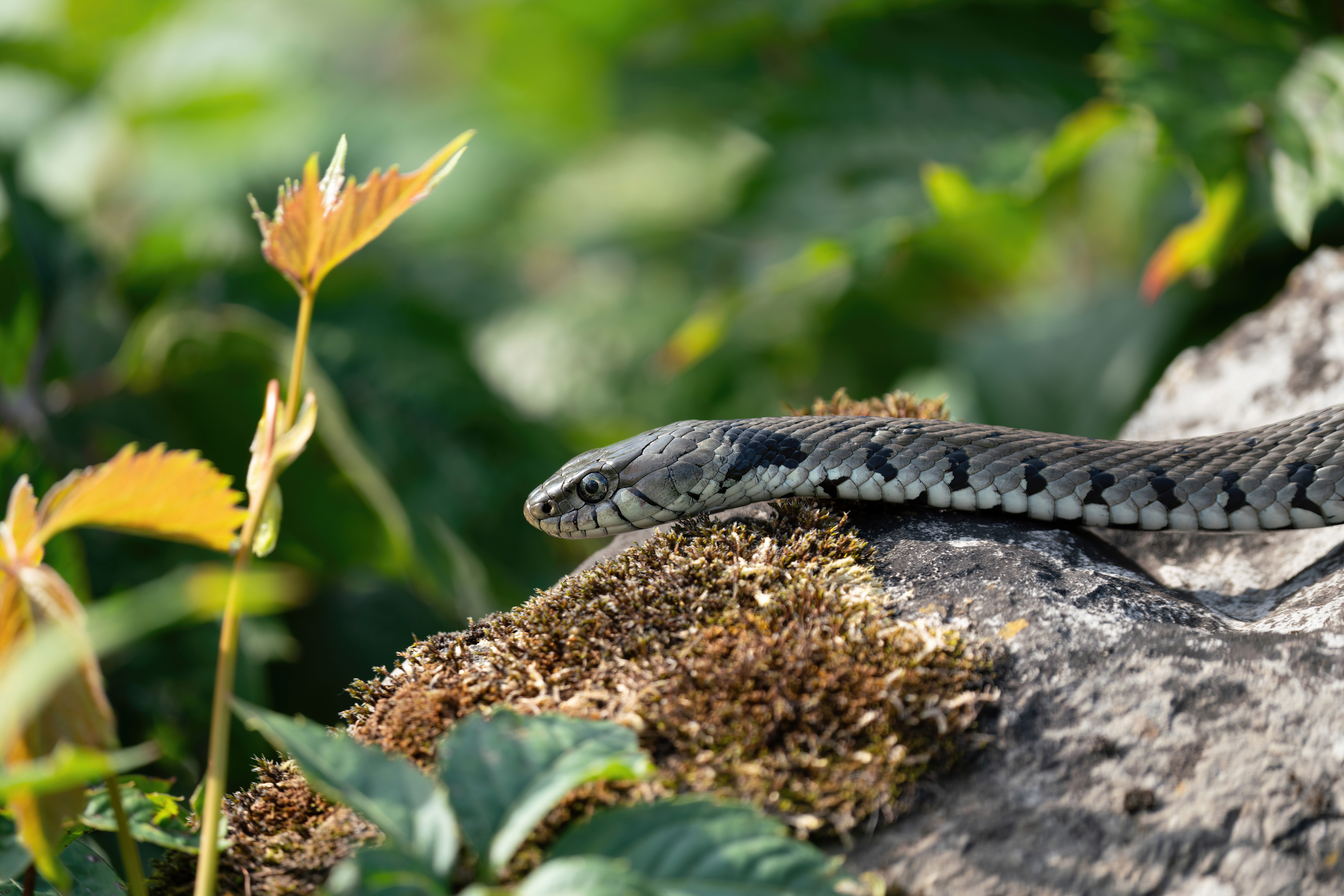
На березі Женевського озера